# 김혜정 (1961년 7월)
김혜정(金惠貞, 1961년 7월 17일 ~ )은 대한민국의 정치인이다.

## 학력
- 성덕대학교 노인요양재활복지과 졸업

## 경력
- 2014년 7월 1일 ~ 2018년 6월 30일 : 제7대 대구광역시의회 의원
- 2018년 7월 1일 ~ 2022년 6월 30일 : 제8대 대구광역시의회 의원

## 역대 선거 결과
|  | 23.80% |

|  | 41.14% |